# Volvo L3314
Volvo L3314 — шведський армійський вантажний автомобіль з колісною формулою 4х4.

## Історія
На початку 1960-х років фірма Volvo отримала замовлення на нову тактичну вантажівку для армії. У 1963 почалось виготовлення вантажівки L3314 з двигуном B18 1,8 літра. Всього до кінця 1970-х було виготовлено 7737 таких вантажівки.
В 1977 почався випуск цивільної версії - C202, яка на ринку мала комерційну назву Volvo "Laplander". Всього було виготовлено 3222 таких машини, причому по ліцензії машина виготовлялась в Угорщині.

## Модифікації
- L3314SU. Базова версія. В шведській армії мала назву Personlastterrängbil 903 (Pltgb 903).
- L3314HT. З кунгом. У шведській армії — Pltgb 903B.
- L3304. Протитанкова версія з 90-мм протитанковою гарматою  Pvpj 1110. У шведській армії — Pansarvärnspjästerrängbil 9031 (Pvpjtgb 9031). Також була версія з ПТРК Bofors Bantam — Pansarvärnsrobotterrängbil 9032 (Pvrbtgb 9032).
- L3315. Мобільна радіостанція. Мала електричну систему в 24V. В шведській армії — Radiopersonterrängbil 9033 (Raptgb 9033).
- Протипожежна машина. В шведській армії — Brandterrängbil 921.

## Експлуатанти
- Швеція
- Норвегія. В країні було організовано ліцензійне виробництво варіанта L3314N з 24-вольтовою електричною системою по стандартам НАТО. Всього в Рауфоссе було виготовлено 2000+ одиниць. В Норвегії вантажівка мала офіційну назву Vogn felt 1/2 tonn 4x4 Volvo modell L3314N, неофіційну — Felt.
- Нідерланди
- Саудівська Аравія. Країна отримала з Норвегії приблизно 200 вантажівок модифікації L3314N Öken ("Пустеля").

## Галерея

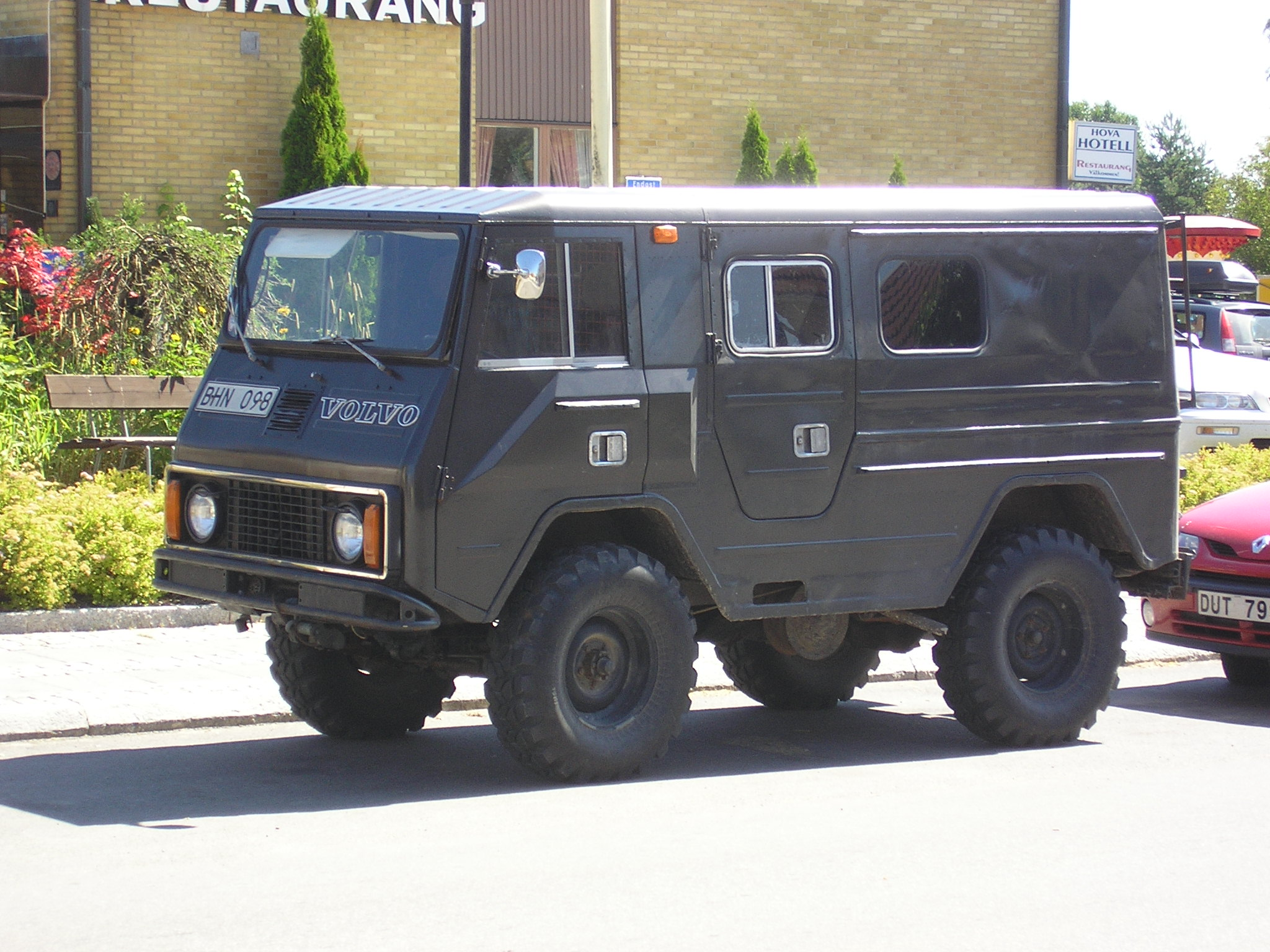
Pltgb 903B
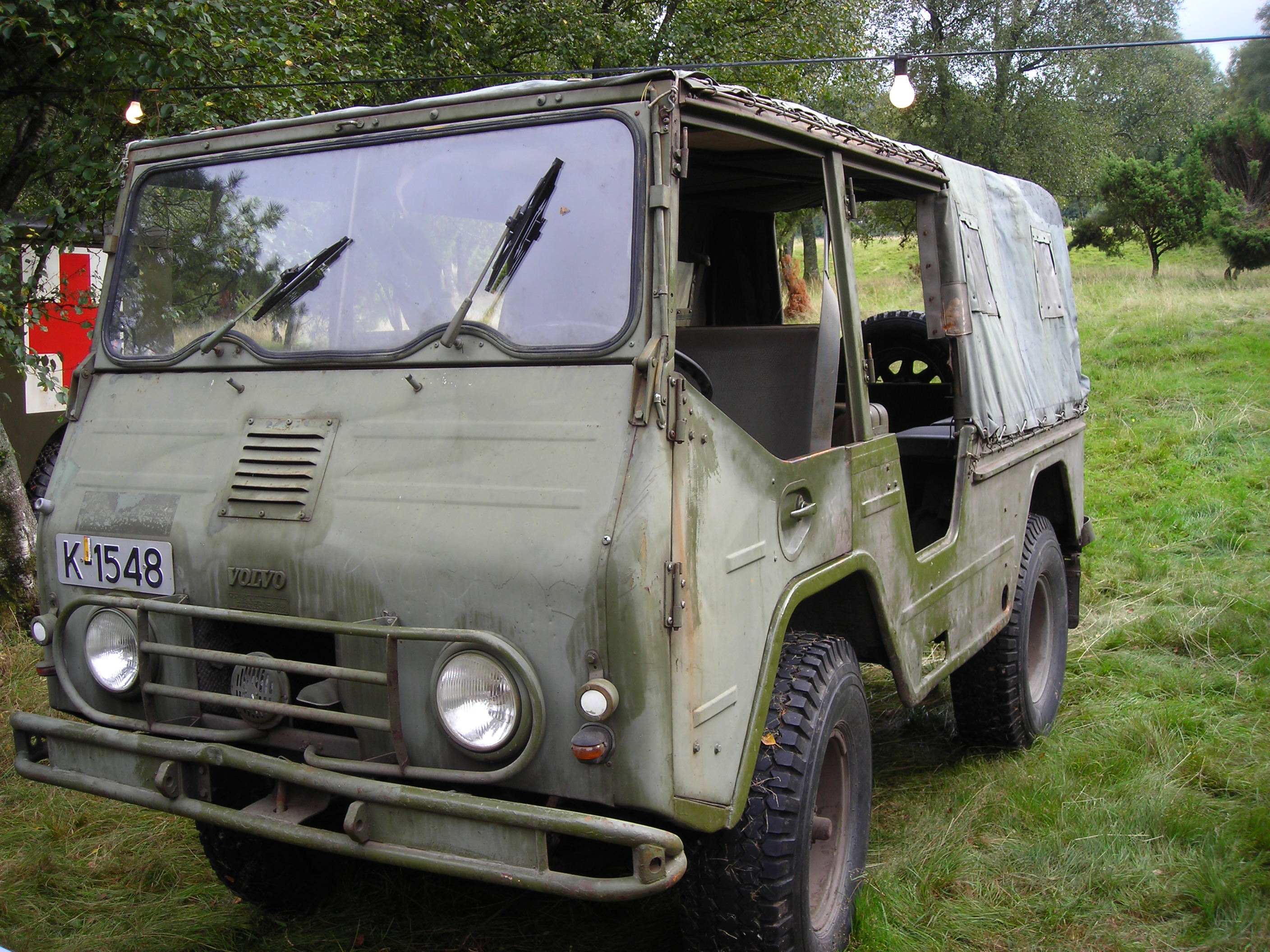
Норвезька модифікація
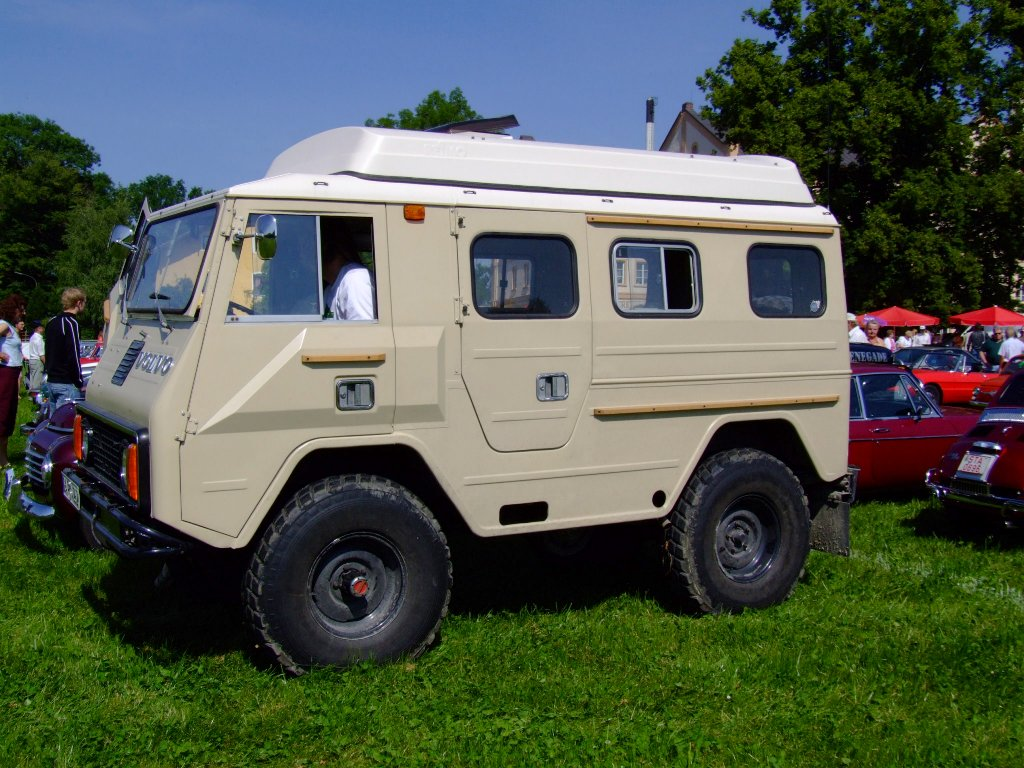
Volvo C202